# Caranx rhonchus
Caranx rhonchus es una especie de peces de la familia Carangidae en el orden de los Perciformes, conocida como jurela.

## Morfología
Los machos pueden llegar alcanzar los 60 cm de longitud total y los 1000 g de peso.

## Distribución geográfica
Se encuentra desde las  costas del Marruecos hasta Angola, incluyendo la costa mediterránea  africana.